# Manuela Bezzola

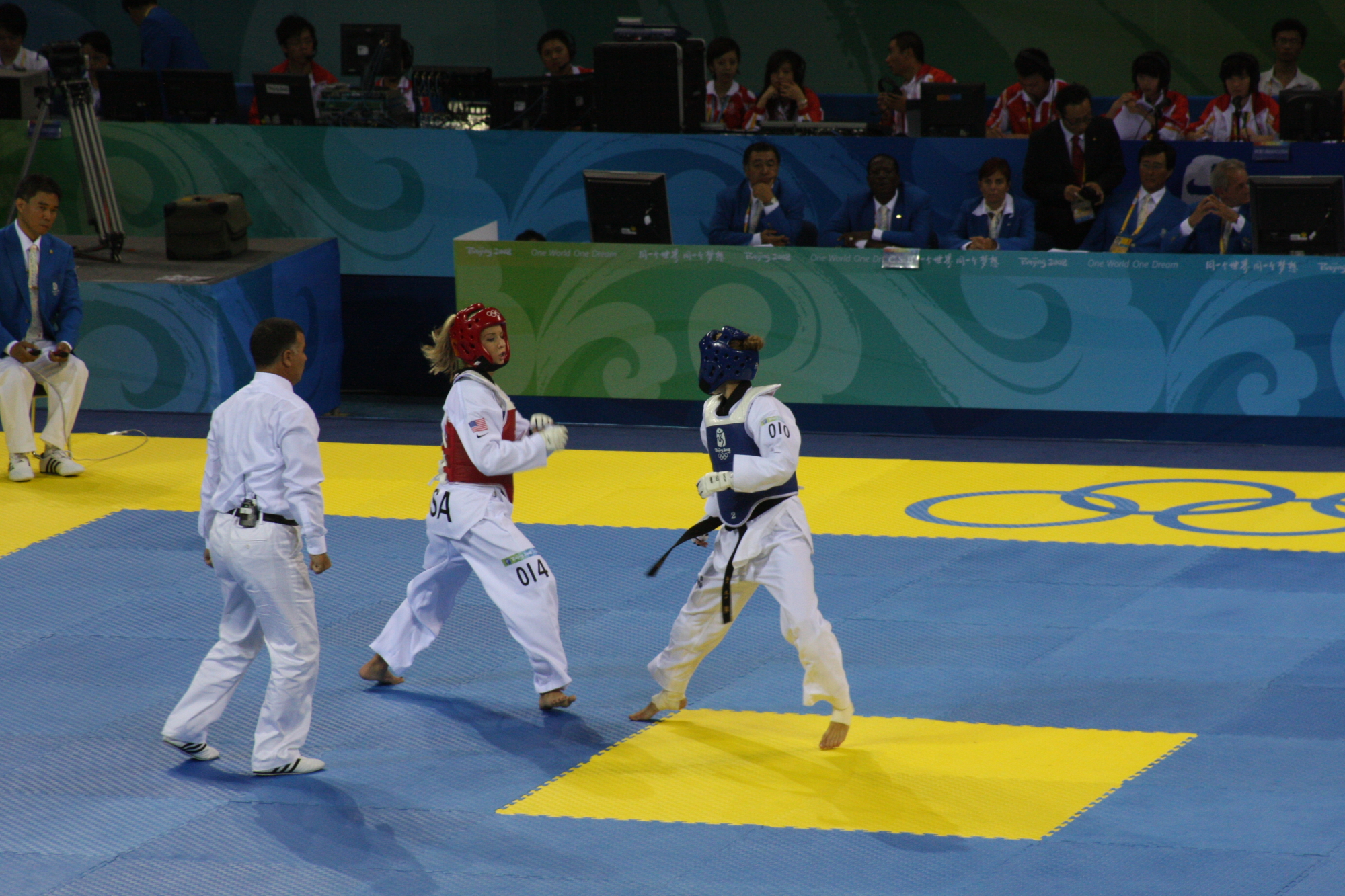
Manuela Bezzola

Manuela Bezzola (* 12. August 1989) ist eine Schweizer Taekwondo-Kämpferin. Sie lebt zurzeit in Studen bei Biel (BE).
Bezzola ist eine der erfolgreichsten Schweizer Taekwondo-Kämpferinnen. Sie war schon mehrmals Europa- und Weltmeister bei den Junioren. Ihr bisher grösster Erfolg war die Teilnahme an den Olympischen Spielen 2008 in Peking, wo sie jedoch früh ausschied.